# 3649 Guillermina
A 3649 Guillermina (ideiglenes jelöléssel 1976 HQ) a Naprendszer kisbolygóövében található aszteroida. Félix Aguilar Obszervatórium fedezte fel 1976. április 26-án.